# Marína Karélla
Ne doit pas être confondue avec Marina de Grèce.
Marína Karélla (en grec moderne : Μαρίνα Καρέλλα) est née le 17 juillet 1940 à Athènes, en Grèce. Mariée au prince Michel de Grèce, c’est une sculptrice, aquarelliste, illustratrice et scénographe grecque.

## Famille
Marína Karélla est la fille de l’industriel grec Theodóros Karéllas et de son épouse Elly Khalikiopoúlou. Elle est la petite-fille de l'industriel Dimítrios Karéllas (el).
Le 7 février 1965, elle épouse, au palais royal d'Athènes, le prince Michel de Grèce (1939-2024), fils du prince Christophe de Grèce (1889-1940) et de son épouse la princesse française Françoise d’Orléans (1902-1953).
De ce mariage inégal, qui prive le prince Michel de ses droits dynastiques, naissent deux filles :
- Alexandra de Grèce (née le 15 octobre 1968), qui épouse Nicolas Mirzayantz et est la mère de deux garçons, Tigran et Darius Mirzayantz.
- Olga de Grèce (née le 17 novembre 1971), qui épouse civilement, à Moscou, le 16 septembre 2008, puis religieusement à Patmos, 27 septembre 2008, le prince Aimone de Savoie-Aoste, fils de la princesse Claude d'Orléans et d'Amédée de Savoie-Aoste, cinquième duc d'Aoste et prétendant au trône d'Italie. Elle est la mère de trois enfants, Umberto (2009), Amédée (2011) et Isabella (2012)[1].

## Biographie
Fille d’un riche industriel, Marína fréquente l’Académie des Beaux-Arts d’Athènes, où elle est l'élève de Tsaroúkhis et de Kokoschka, puis celle de Paris.
En 1965, elle épouse le prince Michel de Grèce, ce qui fait perdre à celui-ci ses droits sur les couronnes grecque et danoise. Malgré tout, Marína est bien acceptée par la famille royale de Grèce et représente même la Grèce avec son époux lors d’un voyage officiel en Afrique durant les dernières années de la monarchie.
Au début de la Dictature des colonels, Marína et Michel de Grèce sont les seuls membres de la famille royale de Grèce à recevoir l’autorisation de rester vivre dans leur pays. Le couple choisit cependant de quitter la Grèce en 1972 et s’installe alors à Paris avec ses deux filles.
Aujourd’hui, Marína Karélla expose régulièrement en France, en Grèce et aux États-Unis. Certaines de ses œuvres font d’ailleurs partie des collections permanentes du Centre Pompidou, du Musée Vorrès (en) d’Athènes ou du Musée Thyssen-Bornemisza.

### Œuvres de Marina Karélla
- (fr) Marina Karella, Nakis Panayotidis, Sophia Vari et Opy Zouni, Quatre aspects de l'art grec contemporain, Galerie d'Art du Conseil Général des Bouches-du-Rhône, Aix-en-Provence 5 février-28 mars 2004, Actes Sud, 2004  (ISBN 2742748636)

### Sur Marina Karélla
- (en + el) Michel de Grèce et Vincent Katz, Δεληβορριάς, Άγγελος / Marina Karella, Fereniki, Athènes, 2005  (ISBN 9789607952394) (OCLC 71958985)

### Autre source
- (fr) Michel de Grèce, Mémoires insolites, Xo, Paris, 2004  (ISBN 2845631863).

## Exposition
- (en) Exposition consacrée à la princesse au Musée Benaki d'Athènes (17/03/2005 - 24/04/2005)